# کلسیم سیترات
کلسیم سیترات (به انگلیسی: Calcium citrate) با فرمول شیمیایی Ca۳(C۶H۵O۷)۲ یک ترکیب شیمیایی است. که جرم مولی آن ۴۹۸٫۴۶ g/mol می‌باشد. شکل ظاهری این ترکیب، پودر سفید است.